# Внесение неисправностей
Внесение неисправностей — метод, используемый в тестировании программного обеспечения. Предполагает искусственное внесение разного рода неисправностей для тестирования отказоустойчивости и, в частности, обработки исключений. Обычно применяется вместе со стресс-тестированием.

## История
Технология внесения неисправностей датируется 1970-ми, когда она была впервые использована для порождения аппаратных ошибок. Такой тип внесения неисправностей называется Hardware Implemented Fault Injection (HWIFI) и имитирует аппаратные ошибки системы. Вначале внесение аппаратных неисправностей ограничивалось замыканием контактов на печатных платах и наблюдением реакции системы. Использовались, в основном, для тестирования функциональной надежности (dependability) системы. Позже, для расширения этой технологии, была разработана специализированная аппаратура, например, облучающая определенные участки печатной платы сильной радиацией. Вскоре обнаружилось, что ошибки могут быть внесены программно и такие технологии могут быть полезными при оценке программных систем. Собирательно эти технологии известны как Software Implemented Fault Injection (SWIFI).